# NGC 1811
NGC 1811 é uma galáxia espiral (Sa) localizada na direcção da constelação de Columba. Possui uma declinação de -29° 16' 35" e uma ascensão recta de 5 horas, 08 minutos e 42,5 segundos.
A galáxia NGC 1811 foi descoberta em 6 de Novembro de 1834 por John Herschel.